# Жуков (Ивано-Франковская область)
Жу́ков (укр. Жуків) — село в Обертинской поселковой общине Ивано-Франковского района Ивано-Франковской области Украины.
Население по переписи 2001 года составляло 1567 человек. Занимает площадь 30,033 км². Почтовый индекс — 78053. Телефонный код — 03479.

## История

### Польский период
Первое упоминание — 1461 год. Во время восстания Хмельницкого жители села взяли участие в погромах магнатов под руководством некого Я.Поповича. Также взяли участия в штурме Обертинского замка.

### Второй польский период
Село входило в гмину Хоцимеж

### Немецкая окупация
В период с 1944 по 1945 г. в селе оуновцы убили 11 поляков.

### Советское время
В селе построен колхоз имени Щорса.

### Украина
27 января 2019 года село с визитацией посетил епископ Коломыйский Василий (Ивасюк) и освятил новый иконостас

## Религия
В селе действует община УГКЦ, в 1990-е годы ими построена церковь Святого Николая настоятель о. Владимир Барновский

## Памятки
- Жуковский замок (руины)
- Церковь святого Николая (1995 г.) УГКЦ
- Мемориал солдатам ВОВ (возможно утерян)

## Известные уроженцы
- Романовский, Мечислав (1834—1863) — польский поэт.
- Сенгалевич Михаил (1823—29 декабря 1894) — австрийский политик и русинский церковный деятель

## Памятники
- Памятник жителям села борцам з фашизмом